# Urticária crônica espontânea

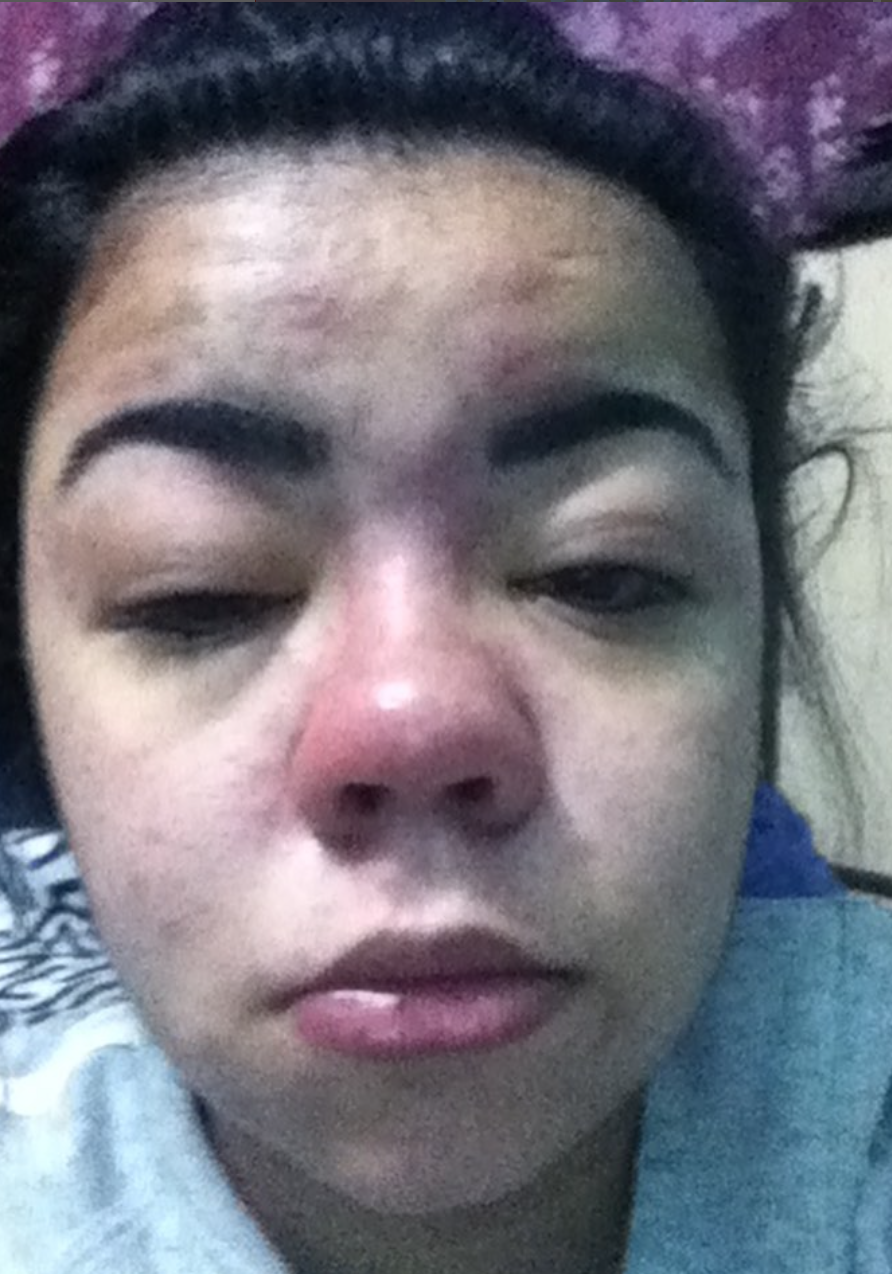
Mulher com sintomas de UCE no rosto, incluindo angiodemas

A urticária crônica espontânea (UCE) é uma doença de pele crônica caracterizada por lesões avermelhadas que coçam intensamente e mudam de lugar pelo corpo, e podem ser associadas ou não a inchaços em diferentes partes do corpo (chamados angiodemas).[carece de fontes?]

## Descrição
Essas lesões duram pelo menos seis semanas e não são causadas por fatores externos desencadeantes (os chamados gatilhos) que costumam causar outras doenças alérgicas de pele, como cosméticos, perfumes, alimentos, produtos de limpeza e medicamentos.[carece de fontes?]
Estima-se que a urticária crônica afeta de 0,5% a 5% da população mundial, e sua incidência tem sido estimada em 1,4% ao ano. Mais de 60% das pessoas com urticária crônica apresentam UCE.
Pesquisas mostram que o desconhecimento sobre a UCE é tão grande que 67% dos pacientes desistiram de procurar ajuda médica e a maioria deles acredita que os médicos não podem mais ajudá-los.
92% das pessoas com UCE conseguem viver sem nenhum sinal ou sintoma da doença quando recebem o tratamento adequado.

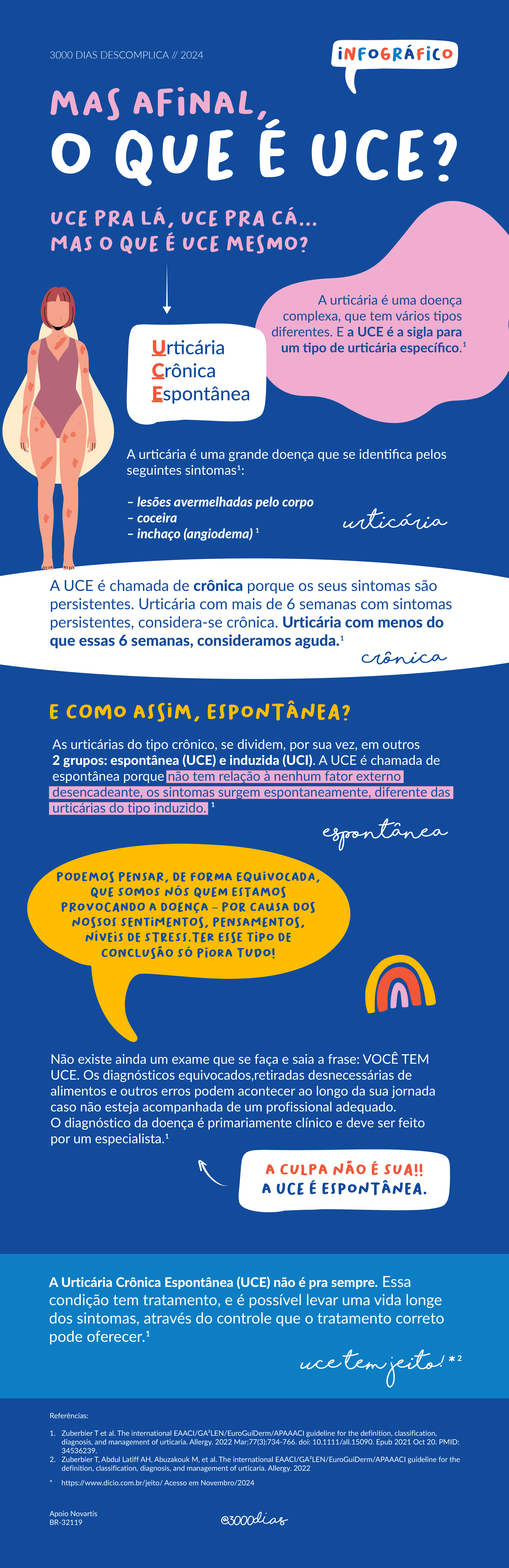
Infográfico explicativo sobre o que é UCE

Segundo estudos e pesquisas sobre os impactos da doença, foi analisado que a UCE tem um impacto extremamente negativo na qualidade de vida, sendo mais impactante que doenças como a hanseníase (lepra) e a psoríase. As principais consequências sociais da UCE são:
- interferência no trabalho e nos estudos,
- privação de sono,
- isolamento social, e
- prejuízo das relações conjugais e familiares.

A imprevisibilidade das crises de UCE com sintomas elevados leva o paciente a um estado mental sobrecarregado, o que faz com que ele tenha risco aumentado para transtornos de ansiedade e até mesmo depressão.